# Tarajalejo
Tarajalejo es una localidad costera del municipio de Tuineje en la isla de Fuerteventura, Canarias, España. En 2022 contaba con 1433 habitantes.

## Toponimia
Tarajalejo es el diminutivo algo despectivo de tarajal (Tamarix canariensis), planta arbustiva que se da en la zona, aunque se supone que en realidad el nombre aparece como contraposición al de la cercana Gran Tarajal.

## Historia
Tarajalejo ya aparece en los mapas que realizó Leonardo Torriani hacia 1590, con la grafía de Taraalejo. El poblado marinero se vio envuelto en los ataques corsarios ingleses de 1740, donde los atacantes quemaron un pequeño navío de pesca.
A partir el siglo XVII hasta XVIII el muelle de Tarajalejo, se convirtió en el cuarto muelle más importante de Fuerteventura y el segundo del sur de la isla. Destacó como muelle de mercancías, ganado, grano, víveres o maderas, eran algunos productos que transportaban los barcos que recalaban en estas aguas.
En la actualidad se ha convertido en un centro turístico.

## Playa de Tarajalejo
La playa de Tarajalejo tiene unas dimensiones de más de 1300 metros de longitud y 45 de anchura,  es una playa urbana de arena gruesa y oscura bañada por aguas por lo general bastante tranquilas, aunque suele contar con fuertes rachas de viento. Cuenta con paseo marítimo que alberga un parque escultórico con varias obras de diferentes artistas relacionadas con el mar.